# Tkanka tłuszczowa

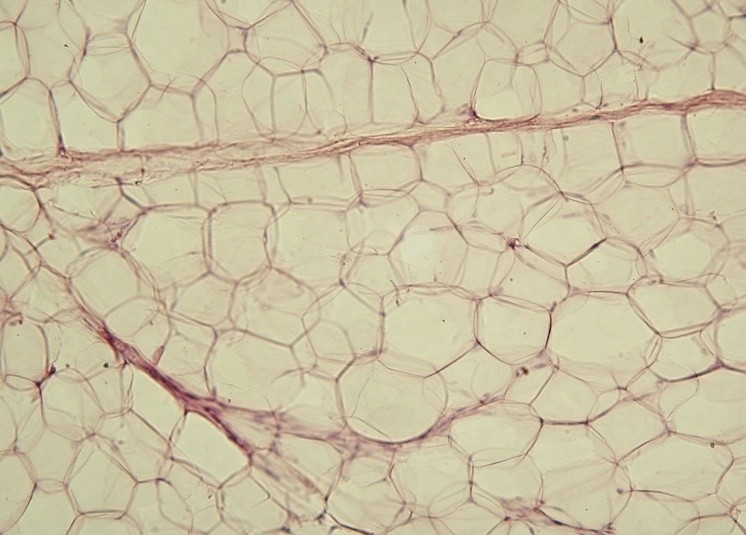
Tkanka tłuszczowa biała wyługowana w skrawku parafinowym, obraz mikroskopowy.

Tkanka tłuszczowa (łac. textus adiposus) – tkanka zwierzęca, zaliczana do tkanki łącznej, która znajduje się głównie w warstwie podskórnej. W rozwoju filogenetycznym tkanka tłuszczowa pojawia się już u stawonogów, jednak dopiero u zwierząt stałocieplnych jej rola nabiera znaczenia. 

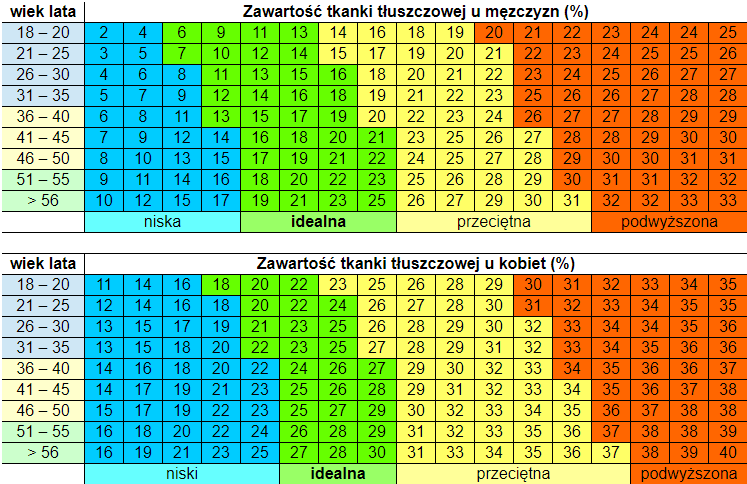
% zawartości tkanki tłuszczowej wraz z umownym podziałem na grupy w zależności od płci i wieku u człowieka.

Zawartość tkanki tłuszczowej poszczególnych typów, rozmieszczenie w ciele uzależniona jest od wielu czynników m.in. wieku, płci, stanów fizjologicznych, kondycji organizmu, obecności i intensywności czynników środowiskowych fizycznych, społecznych. U noworodków tkanka tłuszczowa stanowi 13% masy ciała. Pod koniec 9. miesiąca stanowi już 25–28% jego masy i jest rozmieszczona przede wszystkim podskórnie. Wysoka zawartość tkanki tłuszczowej u niemowląt jest istotna dla ich przeżycia i prawidłowego rozwoju. Komórki tłuszczowe w pierwszym okresie życia powiększają się głównie przez zwiększenie swojej objętości (hipertrofia), natomiast w okresie dojrzewania przez zwiększenie swojej liczby (hiperplazja).
Najczęściej za optymalną u ludzi dorosłych uznaje się 20–25% masy ciała u kobiet i 15–20% masy ciała u mężczyzn. Niższe wartości klasyfikowane są jako niedowaga natomiast wyższe – otyłość.

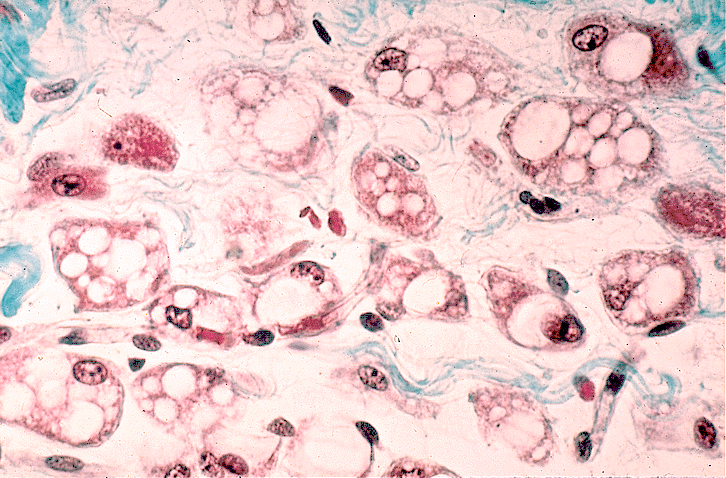
Tkanka tłuszczowa brunatna – obraz mikroskopowy

Tkanka tłuszczowa składa się z komórek tłuszczowych – adipocytów (łac. lipocytus) i macierzy łącznotkankowej zawierającej nerwy, naczynia i komórki układu immunologicznego. Tkanka tłuszczowa jest bogato unerwiona przez układ nerwowy współczulny. Głównym sygnałem lipolizy jest noradrenalina uwalniana z zakończeń nerwowych.

## Funkcje
Tkanka tłuszczowa w organizmie zwierząt pełni wiele ważnych funkcji.
1. Tkanka tłuszczowa biała:
  - jest największym magazynem energii w organizmie gromadzonej w formie trójglicerydów,
  - wypełnia przestrzeń pomiędzy narządami i organami, pomagając w utrzymaniu stałej lokalizacji organów wewnętrznych,
  - ma właściwości izolacyjne, ułatwiając termoregulację organizmu w chłodnym klimacie,
  - jest największym gruczołem wydzielania wewnętrznego[3].
2. Tkanka tłuszczowa brunatna:
  - przez aktywne generowanie energii cieplnej pełni funkcję ochronną ważnych wyeksponowanych na utratę energii cieplnej organów i tkanek. Przede wszystkim u małych dzieci z powodu nierozwiniętej umiejętności termoregulacji oraz w mniejszym stopniu u młodzieży i osób dorosłych narażonych na ekspozycję na niską temperaturę[4].
3. Tkanka tłuszczowa różowa:
  - bierze udział w wytwarzaniu mleka u kobiet w okresie ciąży i laktacji[5].

Wszystkie typy tkanki tłuszczowej:
- pełnią bardzo ważne funkcje endokrynne[2], wpływając m.in. za pomocą białek: adipokin, apeliny, wisfatyny na poziom insuliny we krwi, za pomocą leptyny na łaknienie, za pomocą tzw. czynników prozapalnych moduluje działanie układu odpornościowego, nerwowego itd.
- biorą udział w detoksykacji organizmu, kumulując apolarne toksyny w swoich wakuolach do czasu zakończenia procesu biotransformacji, jeśli detoksykacja jest niemożliwa – trwale[6][7]. Przykładami tego typu toksyn mogą być m.in. metylortęć[8], pestycydy chloroorganiczne[9], polichlorowane bifenyle (PCB)[10] lub bisfenol A (BPA)[11]. Funkcja detoksykacyjna jest istotna dla zdrowia organizmu zwierzęcego gdyż zapewnia utrzymanie wewnętrznej homeostazy. Ponieważ człowiek znajduje się na końcu wielu łańcuchów pokarmowych, to może być narażony na większy udział toksyn kumulujących się w łańcuchu troficznym. Dla niektórych ksenobiotyków silnie polarnych będących trwałymi zanieczyszczeniami antropogenicznymi środowiska naturalnego mechanizmy detoksykacji nie zostały wypracowane w procesie ewolucyjnym.
- tkanka tłuszczowa w stanie zapalnym o niskim natężeniu ma właściwości immunomodulujące (m.in. wydzielanie licznych cząsteczek wpływających na funkcję układu odpornościowego, zapalenie, rozwój i postęp miażdżycy)[12].

## Podział
Ze względu na funkcję tkankę tłuszczową dzieli się na:

### Tkanka tłuszczowa biała (ang. white adipose tissue WAT)
Jej cechą charakterystyczną jest mała masa istoty międzykomórkowej. Komórki tkanki tłuszczowej białej zawierają jedną, dużą kroplę tłuszczu, która otoczona jest cienką warstwą cytoplazmy oraz jedno spłaszczone jądro, położone peryferyjnie. Adipocyty białej tkanki tłuszczowej w celu wydajniejszej akumulacji materiałów zapasowych mogą zwiększyć swój rozmiar nawet 20-krotnie. W okresie płodowym od ok. 27 tygodnia obserwowane jest wzmożony rozwój tkanki tłuszczowej białej.
Organizm tkankę tłuszczową gromadzi zwykle pod skórą i między narządami, miejsca jej typowego rozmieszczenia w ciele zależne są od płci i wieku. Uważa się, że główną funkcją tej tkanki jest magazynowanie kwasów tłuszczowych dla celów przede wszystkim energetycznych, ochrona organów wewnętrznych przed urazami, izolacja termiczna, magazynowanie i produkcja hormonów, białek i cytokin. Tkanka tłuszczowa ma wpływ m.in. na poziom hormonów we krwi np.: insuliny, leptyny, moduluje stan zapalny. Zabarwienie tkanki tłuszczowej białej oraz rodzaj zgromadzonych kwasów tłuszczowych uzależniony jest od diety.
Na nadmierny rozwój tkanki tłuszczowej białej, główny wpływ ma: spożywanie większej liczby kalorii niż wynosi zapotrzebowanie energetyczne organizmu, niska aktywność fizyczna, a także zmniejszenie lub brak oddziaływania na organizm naturalnych czynników regulujących m.in. zimna. Jej nadmierny rozrost w każdym wieku jest oznaką zaburzeń funkcji organizmu objawiający się m.in. otyłością, zespołem metabolicznym.

### Tkanka tłuszczowa brunatna (ang. brown adipose tissue BAT)
Ten rodzaj tkanki tłuszczowej występuje tylko u ssaków. Komórki tkanki tłuszczowej brunatnej zawierają liczne krople tłuszczu z jednym okrągłym, położonym centralnie jądrem. Kolor brunatny tej tkanki związany jest z dużą liczbą mitochondriów.
W rozwiniętej postaci występuje w okresie niemowlęcym (stanowiąc 5% masy ciała), następnie powoli zanika prawdopodobnie m.in. w związku z mniejszą ekspozycją na zimno środowiskowe. U niemowląt w większej liczbie znajduje się między łopatkami, w okolicy szyi, śródpiersia oraz w okolicy dużych tętnic i nerek, natomiast u ludzi dorosłych (wystawionych regularnie na zimno) najwięcej w okolicy nadobojczykowej, karku, między łopatkami, wzdłuż rdzenia kręgowego, w okolicy przy aortowej w śródpiersiu, w okolicy koniuszka serca. Przy braku narażenia organizmu osoby dorosłej na zimno zanika unerwienie sympatyczne tkanki tłuszczowej brunatnej, w konsekwencji ten rodzaj tkanki zamienia się w tkankę tłuszczową białą.
Główną funkcją brunatnej tkanki tłuszczowej jest wytwarzanie ciepła w wyniku „spalania” kwasów tłuszczowych i glukozy; w niewielkich ilościach, podobnie jak inne rodzaje tkanki tłuszczowej, wytwarza też leptynę.
W populacji ludzi dorosłych mniejsza zawartość tkanki tłuszczowej brunatna skorelowana jest m.in. z siedzącym trybem życia, większą masą ciała, insulinoopornością i podeszłym wiekiem. Aktywacja tkanki brunatnej następuje już w temp. 20–21 °C, jednak zimno pobudza tę tkankę do większych przemian metabolicznych, a także katalizuje przemianę istniejącej tkanki tłuszczowej białej w brunatną.
W zoologii dobrze rozwinięta brunatna tkanka tłuszczowa nazywana jest gruczołami snu zimowego. Ten rodzaj tkanki występuje u gatunków hibernujących. Głównym zadaniem gruczołów snu zimowego jest szybka produkcja ciepła podczas wybudzeń ze stanu hibernacji.

### Tkanka tłuszczowa różowa (ang. pink adipose tissue PAT)
Ten rodzaj tkanki tłuszczowej powstaje z przekształcenia podskórnej tkanki tłuszczowej gruczołu mlekowego u samic w ciąży i okresie laktacji. Bierze udział w wytwarzaniu mleka.

## Adipokiny
Komórki tkanki tłuszczowej wydzielają ponad 600 różnych biologicznie czynnych białek, które wykazują działanie plejotropowe, a nazwane są adipokinami (lub adipocytokinami).
Ważniejsze hormony syntetyzowane i wydzielane przez tkankę tłuszczową:
- czynnik martwicy guza (TNFα)
- interleukiny: IL-1, IL-6, IL-10
- czynnik wzrostu
- transformujący czynnik wzrostu β (TGF β)
- czynnik wzrostu nabłonka naczyń (VEGF)
- inhibitor aktywatora plazminogenu (PAI-1)
- angiotensynogen
- tromboplastyna
- białko chemotaktyczne monocytów (MCP-1)
- adipsyna (składnik dopełniacza D)
- składnik dopełniacza B
- adiponektyna
- wisfatyna
- rezystyna
- leptyna
- białko wiążące retinol (RBP)
- lipaza lipproteinowa (LPL)
- białko transportujące estry cholesterolu (CETP)
- apolipoproteina E (ApoE)
- haptoglobina
- metalotioneina
- białko C-reaktywne (CRP)